# Атеней (Давній Рим)
41°53′45″ пн. ш. 12°29′00″ сх. д. / 41.89591° пн. ш. 12.48326° сх. д.
Атене́й, також Атене́ум, Афіне́й, Афіне́ум, (від дав.-гр. Ἀθηναῖον, лат. Athenaeum) — навчальний заклад (ludus), заснований у Римі імператором Адріаном.  Назва походить від назви міста Афін як інтелектуального та освітнього центру античного світу або ж від імені Афіна, богині мудрості та знань. Знаходився біля Капітолія, рештки будівель були відкриті у 2009 році, коли будувалась лінія С римського метро, посеред площі, що зараз відома як П'яцца Венеція.
У школі був постійний штат викладачів. Наприклад, при Феодосії II було три оратори, десять граматиків, п’ять софістів, один філософ, два юристи чи юрисконсульти. Окрім роботи цих магістрів наук, тут також виступали поети, оратори та критики. 
Атеней міг існувати до шостого століття. Про деталі навчання відомо мало, але в конституції 370 року є деякі правила, що стосуються студентів у Римі, з яких виходить, що Атеней був важливою та великою установою. 
Після переїзду столиці до Мілана та Константинополя подібні школи були відкриті і в цих містах, а також в інших головних містах імперії, наприклад у Карфагені. 
У сучасний період слово «атеней» використовують у назвах шкіл, музеїв, культурних центрів і загалом для означення культурних та освітніх інституцій, які виконують функції, схожі до тих, що були в давньоримській школі.  